# 엘리아스 가르시아 마르티네스
엘리아스 가르시아 마르티네스(Elías García Martínez, 1858년 7월 20일 ~ 1934년 8월 1일)는 스페인의 화가이다.

## 에케 호모
사라고사 보르하의 한 교회에 있던 가르시아 마르티네스의 벽화 에케 호모가 2012년에 국제적인 관심을 모았다. 그 지역에 사는 80세의 여성 신도가 선의적으로 습기로 손상이 있던 회화를 복원하였지만 그림이 우스꽝스럽게 복원되었다.창화